# Петров, Захар Андреевич
Захар Андреевич Петров (13 мая 2002, Лашма, Рязанская область) — российский гребец на каноэ, трёхкратный чемпион мира 2024 года, серебряный призёр чемпионата Европы 2024 года. Участник летних Олимпийских игр 2024 года.

## Биография
Родился в посёлке Лашма Рязанской области в многодетной семье. Сначала посещал секцию по дзюдо, но сделал выбор в пользу каноэ. С 13 лет занимается греблей.

## Карьера
На чемпионате Европы 2024 года в Сегеде завоевал серебряную медаль в каноэ-одиночках на дистанции 500 метров.
В августе 2024 года принял участие в летних Олимпийских играх в Париже в качестве нейтрального атлета. В соревнованиях на каноэ-одиночках на дистанции 1000 метров квалифицировался в финал А и занял итоговое четвёртое место. В каноэ-двойках на дистанции 500 метров в паре с Алексеем Коровашковым квалифицировались в финал А и также заняли четвёртое место уступив фотофиниш двойке из Испании.
В Самарканде, на чемпионате мира 2024 года, который состоялся сразу же после Олимпийских игр, Петров в каноэ-двойках на дистанции 1000 метров завоевал золотую медаль. Ещё одну золотую награду завоевал в смешанных четвёрках на 500 метров.
В 2025 году вошёл в список Forbes «30 до 30» в категории «Спорт и киберспорт».